# Irene Sattler
Irene Elisabeth Charlotte Sattler (mariée Irene Müller, née le 3 février 1880 à Würzburg et décédée le 1er octobre 1957 au château d'Elmau) est une sculptrice allemande.

## Biographie

### Jeunesse et formation
Irene Sattler est issue d'une riche famille munichoise. Son père est le peintre Ernst Sattler (1840-1923) et sa mère est la fille du propriétaire de l'usine, Leopoldine Mathilde Elsbeth Agnes Hurtzig (1851-1943). Irene Sattler a quatre frères aînés et deux sœurs plus jeunes. Son frère, Carl Sattler, est un architecte réputé. De 1884 à 1896, la famille Sattler vit principalement à Dresde-Loschwitz. Pendant cette période, il se lie d'amitié avec l'artiste Marianne Fiedler, qui a seize ans de plus qu'elle.
Elle ne fréquente l’école que pendant deux ans et demi, ses jeunes sœurs n'y sont jamais allé. Dès que la police a voulu intervenir, la famille déménage à Florence, principalement dans la villa d'Adolf von Hildebrand, où Irene passe au total sept années de sa vie. Parfois, Irene et ses frères et sœurs recevaient des cours particuliers, notamment en langues étrangères. La mère lui transmet des connaissances littéraires sur Homère, Shakespeare et Goethe. Le père de Sattler encourage son talent artistique.
Irene Sattler se consacre d'abord à la peinture et seulement plus tard à la sculpture.
Son père a pour commandes principales la décoration de riches villas. Il emmène régulièrement ses filles avec lui et elles prennent part aux travaux. En juin 1892, Irene accompagne son père à Francfort et passe quelques semaines avec lui avec son ami le peintre Hans Thoma. Celui-ci, fasciné par le talent de la jeune fille en peint un tableau.
Irene Sattler étudie finalement dans la classe de sculpture d'Adolf Hildebrand. En 1897, elle crée un relief de sa sœur Johanna dans la maison que la famille occupe à Munich. Chez Hildebrand, Irene rencontre pour la première fois l'écrivain et théologien Johannes Müller, l'époux de Marianne Fiedler. Il lui demande d'impliquer son frère et son père dans le projet de rénovation du château de Mainberg. Tous deux acceptent volontiers la commande et s'installent à Mainberg.

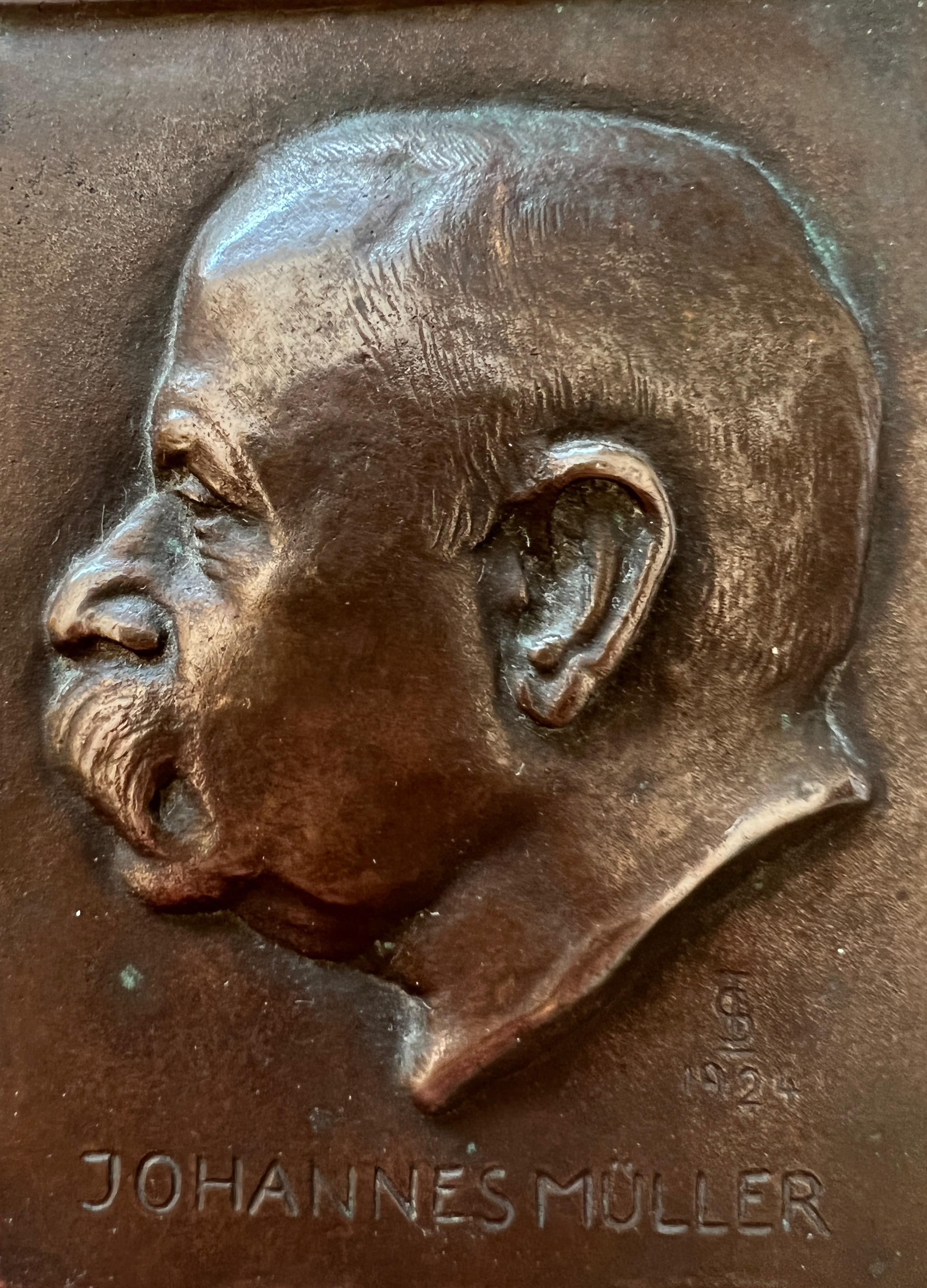
Relief en bronze de Johannes Müller par Irene Sattler

En 1903, à l'âge de 23 ans, Irène Sattler s'installe à Paris pour étudier. Pendant cette période, Marianne Fiedler, alors seconde épouse de Johannes Müller, décède en 1904.

### Épouse, mère et chef d'entreprise
Contre la volonté de son père, Irene Sattler devient la troisième épouse de Johannes Müller le 1er janvier 1905, reprend l'éducation des trois enfants de Johannes et Marianne Müller au château de Mainberg et ont huit autres enfants avec Johannes Müller.
En 1911, la famille, alors composée de sept enfants, s'installe dans une propriété abandonnée dans l'Elmauer Hochtal. Johannes Müller engage de nouveau Carl Sattler pour construire le château d'Elmau. L'argent est donné par Elsa von Waldersee, née Haniel. L'entreprise du château d'Elmau ouvre ses portes en 1916. Irene dirige l'auberge et le domaine.

### Sculpteur
Un atelier avec vue sur la Zugspitze est aménagé pour Irene Müller dans la maison d'Elmau, appelée Müllerhaus. Dans les années 1920, des portraits-reliefs de Hans Lewicki, Max de Bade, Johannes Müller et de leur plus jeune fils Wolfgang y sont créés. Elle sculpte des bustes d'enfants et de petits-enfants et crée des figures en céramique émaillée. Elle a donc continué à sculpter, mais n'a jamais eu d'exposition.

### Mort

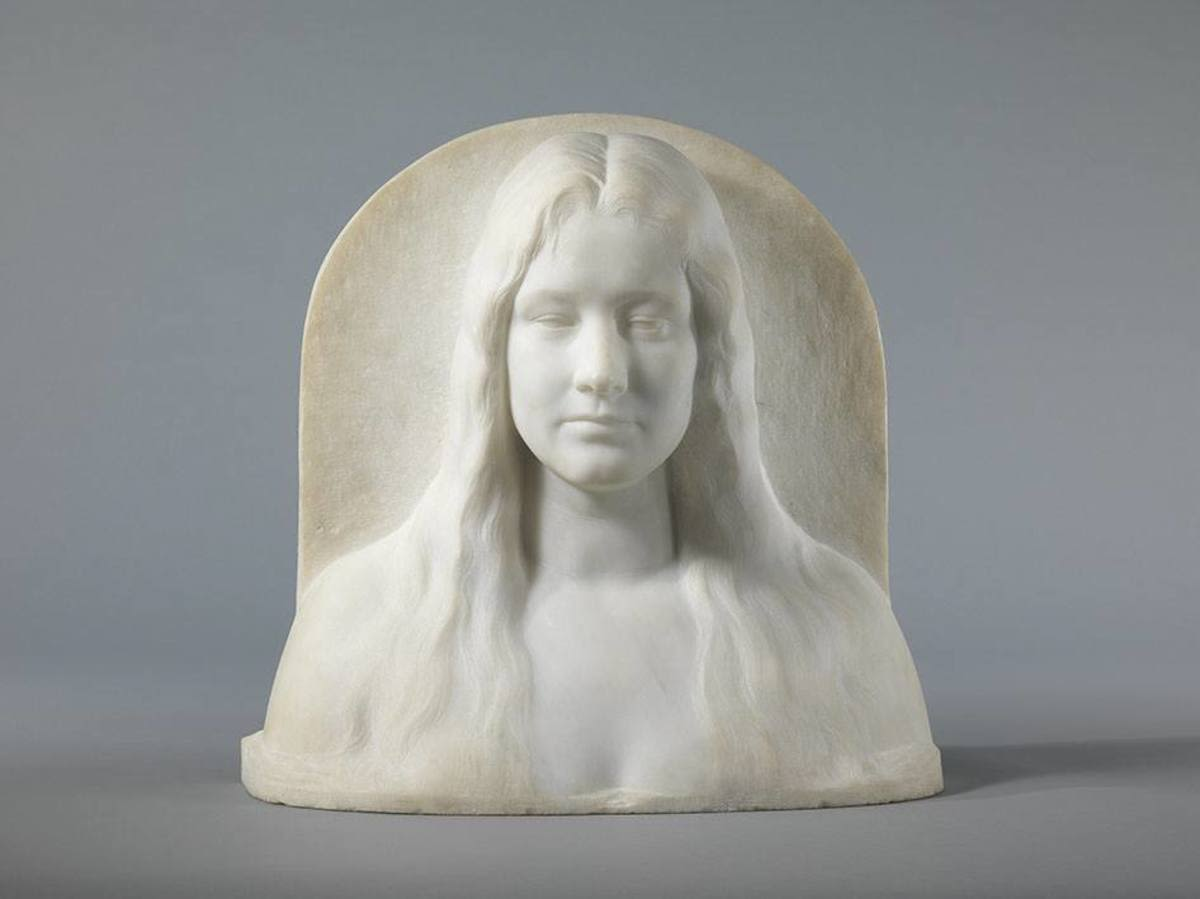
La sculptrice Irene Sattler - Buste en marbre d'Adolf von Hildebrand, 1904

Irene Sattler est enterrée en 1957 dans le cimetière familial au-dessus de la vallée d'Elmauer aux côtés de son mari décédé en 1949.

### Descendants
Après la mort de Marianne Müller, Irene Müller s'est occupée de ses enfants. Elle a bientôt ses propres enfants avec Johannes Müller.
Enfants de Marianne et Johannes Müller
- Hans Michael Müller (1901-1989)
- Eva Friderika Müller (1902-décédée)
- Marianne «Manne» Müller (1904-2006)

Enfants d'Irene et Johannes Müller
- Eberhard Müller-Elmau (1905-1995), réalisateur, fondateur d'une famille d'acteurs
- Claudia Leonore Eckert, née Müller (1906-décédée)
- Dietrich Müller (1908-1943)
- Gudrun Richardsen, née Müller (1910-2007)
- Sieglinde Mesirca, née Müller (1915-2009)
- Bernhard Müller-Elmau (1916-2007)
- Ingrid Maria Irene Persch-Brooke, divorcée Mesirca, née Müller (1919-2010)
- Wolfgang Müller (1923-1944)

## Œuvres
- 1897 : Relief de sœur Johanna[1]
- 1911 : Buste de Johannes Müller[2]
- 1913 : Fille Gudrun avec ses deux moutons, figurine en céramique[3]
- 1921 : Prince Max de Bade, relief en stuc[3]
- 1929 : Dietrich Bachmann, médaillon en relief[4]
- 1933 : Portrait buste de sa fille Gudrun[4]
- 1937 : Pierre tombale de la petite-fille Christa Richardsen, relief en stuc[5]
- Sans année : Adam et Ève, relief[4]

## Liens Web
- Notice dans un dictionnaire ou une encyclopédie généraliste :   - Deutsche Biographie
- Notices d'autorité :   - VIAF
  - ISNI
  - GND